# 土庫曼副南鰍
土庫曼副南鰍（學名：Paraschistura cristata），為輻鰭魚綱鯉形目條鰍科副南鰍屬的其中一種。分布於亞洲伊朗、阿富汗的哈里河流域及土庫曼斯坦卡拉庫姆沙漠溪流流域，體長可達9.3公分，棲息在河川底中層水域，生活習性不明。

## 扩展阅读
維基物種上的相關：土庫曼副南鰍